# Mariana Constantin
Mariana Constantin född den 3 augusti 1960 i Ploiești, Rumänien, är en rumänsk gymnast.
Hon tog OS-silver i lagmångkampen i samband med de olympiska gymnastiktävlingarna 1976 i Montréal.